# 圆锹小曲柄藓
圆锹小曲柄藓（学名：Microcampylopus laevigatum）为曲尾藓科小曲柄藓属下的一个种。